# Diócesis de Sirmio
La diócesis de Sirmio (en latín: Dioecesis Sirmien(sis) y en serbio: Сремска бискупија) es una circunscripción eclesiástica latina de la Iglesia católica en Serbia, sufragánea de la arquidiócesis de Đakovo-Osijek. La diócesis tiene al obispo Đuro Gašparović como su ordinario desde el 18 de junio de 2008.

## Territorio y organización
La diócesis extiende su jurisdicción sobre los fieles católicos de rito latino residentes en el distrito de Sirmia de la provincia autónoma de Voivodina. 
La sede de la diócesis se encuentra en la ciudad de Sremska Mitrovica, en donde se halla la Catedral Basílica de San Demetrio.
En 2020 la diócesis estaba dividida en 29 parroquias. 

## Historia
La diócesis de Sirmio fue construida en el siglo IV. El primer obispo conocido es san Ireneo, que fue martirizado en 304 bajo el emperador Diocleciano. Aún más famoso es el martirio de san Demetrio: según una tradición, Demetrio fue diácono de Ireneo. El culto del mártir irradió desde Tesalónica, a donde fueron trasladadas sus reliquias.
En 395 el obispo de Sirmio, que tenía el título de primado, fue nombrado por el papa como su vicario en Iliria occidental. La ciudad de Sirmio fue destruida dos veces, en 441 y 558. En 582 Sirmio fue conquistada por los ávaros y la diócesis perdió su importancia.
Después del asentamiento de los eslavos en estas tierras y su adopción del cristianismo, la diócesis se conservó. Después del Gran Cisma de 1054, Serbia permaneció bajo la jurisdicción del patriarcado de Constantinopla.
En 870 el papa Adriano II eligió a san Metodio, apóstol de los eslavos, como obispo de Sirmio. En realidad, los historiadores cuestionan si Metodio tuvo una sede episcopal real, siendo un obispo misionero. A partir de fuentes contemporáneas, se indica a Metodio como archiepiscopus Pannoniensis e archiepiscopus Marabensis. La atribución a la sede de Sirmio se remonta a la Vita paleoslava de Metodio, escrita en el siglo XII en la que se dice, sin mencionar nunca a Sirmio, que Metodio sucedió en la cátedra de san Andrónico, un santo del siglo I que murió en Panonia, del cual es problemático determinar históricamente cualquier relación con Sirmio.
Desde el siglo VI hasta 1229 las noticias sobre la diócesis son muy escasas. El 20 de enero de 1229, el papa Gregorio IX restableció la diócesis otorgándole el monasterio de Cuhet (hoy Banoštor, en el municipio de Beočin en Voivodina) y haciéndola sufragánea de la arquidiócesis de Kalocsa.
En 1521, después de la caída de Belgrado, la región de Sirmia fue invadida por el Imperio otomano. De 1539 a 1581 estuvo vacante. En 1637 la residencia del obispo estaba en la ciudad de "Ulilady", que quizás pueda leerse Újlak, el nombre húngaro de Ilok en Croacia, la misma ciudad en donde estaba la residencia episcopal en 1697. En 1748 el obispo no tenía residencia permanente, sino que vivía en la ciudad de Petrovaradino (hoy Novi Sad).
Durante las guerras austro-turcas de (1683-1699) y (1716-1718), toda la región de Sirmia fue liberada del dominio otomano e incorporada al Imperio Habsburgo. El catolicismo floreció después de la expulsión de los turcos.
Las diócesis de Bosnia y Sirmio se unieron el 9 de julio de 1773 con la breve Universis orbis Ecclesiis del papa Clemente XIV.
En 1918 la región se incorporó al recién formado Reino de los Serbios, Croatas y Eslovenos (luego Yugoslavia). 
El 18 de noviembre de 1963 la diócesis tomó el nombre de diócesis de Đakovo o de Bosnia y Sirmio.
El 18 de junio de 2008, en virtud de la bula Pastorali navitati del papa Benedicto XVI, la diócesis de Sirmio fue separada de la sede de Đakovo, que al mismo tiempo fue elevada al rango de arquidiócesis metropolitana y tomó el nombre de arquidiócesis de Đakovo-Osijek.
Luego de la disolución de Yugoslavia en 1992, la diócesis quedó finalmente dentro de Serbia.

## Estadísticas
De acuerdo con el Anuario Pontificio 2021 la diócesis tenía a fines de 2020 un total de 47 750 fieles bautizados.
| Año                                                                             | Población            | Población | Población      | Sacerdotes | Sacerdotes    | Sacerdotes    | Bautizados por sacerdote | Diáconos permanentes | Religiosos | Religiosos | Parroquias |
| Año                                                                             | Bautizados católicos | Total     | % de católicos | Total      | Clero secular | Clero regular | Bautizados por sacerdote | Diáconos permanentes | Varones    | Mujeres    | Parroquias |
| ------------------------------------------------------------------------------- | -------------------- | --------- | -------------- | ---------- | ------------- | ------------- | ------------------------ | -------------------- | ---------- | ---------- | ---------- |
| 2010                                                                            | 50 000               | 800 000   | 6.3            | 22         | 21            | 1             | 2272                     |                      | 1          | 15         | 29         |
| 2014                                                                            | 49 000               | 800 000   | 6.1            | 21         | 20            | 1             | 2333                     | 1                    | 1          | 13         | 29         |
| 2017                                                                            | 47 700               | 795 800   | 6.0            | 17         | 16            | 1             | 2805                     |                      | 1          | 9          | 29         |
| 2020                                                                            | 47 750               | 781 830   | 6.1            | 17         | 16            | 1             | 2808                     |                      | 1          | 10         | 29         |
| Fuente: Catholic-Hierarchy, que a su vez toma los datos del Anuario Pontificio. |                      |           |                |            |               |               |                          |                      |            |            |            |

## Episcopologio
- San Ireneo † (?-304 falleció)
- Domno (o Domnio) † (mencionado en 325)
- Euterio † (mencionado en 343)
- Fotino de Sirmio † (344?-351 depuesto)
- Germinio † (circa 351-circa 375/376 falleció) (obispo arriano)
- Anemio (o Anomio) † (después de 375-después de 381)
- Cornelio † (circa 391-409 falleció)
- Lorenzo † (primer decenio del siglo V)
- Anónimo † (mencionado en 448)
- Sebastiano † (mencionado en 591)
- San Metodio? † (870-885 falleció)
- Innocentius † (mencionado en 1232)
- Oliverius  † (antes de 1247-? renunció)
- Joannes † (antes de 1262-después de 1274)
- Pouka † (antes de 1279-después de 1291)
- Georgius † (mencionado en 1292)
- Ladislaus † (mencionado en 1309)
- Gregorius † (1312-1333 falleció)
- Gregorius, O.F.M. † (16 de junio de 1334-antes de 1336)
- Petrus Becke † (1338-1349 falleció)
- Thomas Benedicti, O.E.S.A. † (1 de diciembre de 1349-1364 falleció)
- Demeter (Dömötör) † (10 de julio de 1364-28 de junio de 1368 nombrado obispo de Transilvania)
- István † (28 de junio de 1368-después de 1373 falleció)
- János † (10 de enero de 1375-después de 1391)
- Gergely Szeri Pósafi † (4 de febrero de 1394-12 de septiembre de 1397 nombrado obispo de Csanád)
- László † (antes de 1399-? falleció)
- Tamás Ludany, O.Cist. † (18 de febrero de 1399-23 de marzo de 1400 nombrado obispo de Eger y administrador apostólico)
  - Tamás Ludany, O.Cist. † (23 de marzo de 1400-?) (administrador apostólico)
- Pál † (1401-?)
- István de Upor † (1402-19 de enero de 1403 nombrado obispo de Transilvania)
- Donsa † (1405-?)
- Pál † (23 de marzo de 1407-1415)
- Péter † (1416-?)
- Ferenc † (1419-?)
- Jacobus Blasii † (13 de mayo de 1420-1433 falleció)
- Konrad Schnosputger, O.E.S.A. † (26 de julio de 1433-1436)
- Giacomo Piceno, O.F.M. † (antes de 1454-? falleció)
- Orbán † (22 de abril de 1460-después de 1465 falleció)
- Miklós Báthori † (8 de enero de 1473-22 de abril de 1474 nombrado obispo de Vác)
- Zsigmond Palóczy † (5 de abril de 1475-circa 1480 falleció)
- Boldizsár † (10 de junio de 1479-? falleció)
- János Vitéz † (31 de marzo de 1482-3 de junio de 1489 nombrado arzobispo de Veszprém)
- Stjepan Crispo † (26 de febrero de 1490-?)
- Miklós Bathkay † (29 de abril de 1499-5 de junio de 1501 nombrado obispo de Nitra)
- Gabril Polgar (Polner, Polver), O.P. † (30 de mayo de 1502-?)
- István de Szatmar † (2 de septiembre de 1502-1505)
- János Ország de Guth † (1505-1520 nombrado obispo de Vác)
- László Macedonay † (diciembre de 1520-? renunció)
- István Brodarics † (11 de marzo de 1526-30 de marzo de 1539 nombrado obispo de Vác)
  - Sede vacante (1539-1581)
- Petrus Paulinus † (1581-?)
- Márton Pethe de Hetes † (1582-26 de octubre de 1583 nombrado obispo de Vác)
  - Sede vacante (1583-1589)
- Štefan da Trnava, O.S.P.P.E. † (20 de marzo de 1589-1592 falleció)
- Miklós Zelniczey Naprady † (1593-17 de junio de 1596 nombrado obispo de Pécs)
- Demeter Napragdy † (1596-?)
- Šimun Bratulić, O.S.P.P.E. † (15 de enero de 1601-13 de septiembre de 1603 nombrado obispo de Zagreb)
  - István Erdödy † (1604-1608) (no confirmado)
  - Sede vacante (1608-1616)
- László Majthénji † (18 de mayo de 1616-circa 1624 falleció)
  - Gergely Nagyfalvay † (1624/1625-13 de agosto de 1640 nombrado obispo de Vác) (no confirmado)
  - György Jakosics † (1635-1638 nombrado arzobispo de Veszprém) (no confirmado)
  - Nicolaus Böjthe † (2 de mayo de 1637-?) (no confirmado)
  - Mihaly Kopcsányi † (1640-?) (no confirmado)
  - Benedikt Kisdy † (23 de octubre de 1643-12 de abril de 1646 nombrado obispo de Oradea) (no confirmado)
  - Sede vacante (1646-1652)
  - Andrea de Franciscis † (6 de marzo de 1652-1653 falleció) (no confirmado)
  - Pietro Mariani † (1653-?) (no confirmado)
  - Petar Jurević † (4 de agosto de 1654-?) (no confirmado)
  - Paulus de Tauris-Janschitz, O.F.M. † (19 de septiembre de 1662-13 de agosto de 1663 nombrado obispo de Pedena) (no confirmado)
  - Sede vacante (1663-1668)
  - János Szaszy  † (13 de octubre de 1668-?) (no confirmado)
  - Joachim Luzinszky † (13 de diciembre de 1674-9 de mayo de 1678 nombrado obispo de Oradea) (no confirmado)
  - János Kery † (24 de octubre de 1676-5 de diciembre de 1678 nombrado obispo de Csanád) (no confirmado)
  - Sede vacante (1678-1697)
- Francesco Jany † (1 de julio de 1697-abril de 1702 falleció)
- Giuseppe Antonio Maria Favini, O.F.M.Conv. † (14 de mayo de 1703-antes de 1709 falleció)
- Franjo Vernić † (22 de noviembre de 1717-1729 falleció)
- Gabril Patačić † (12 de febrero de 1731-28 de septiembre de 1733 nombrado arzobispo de Kalocsa)
- Ladislav Szörényi † (15 de febrero de 1734-13 de noviembre de 1752 falleció)
- Nicolò Gyvovich † (13 de noviembre de 1752 por sucesión-16 de mayo de 1762 falleció)
- Ivan Krstitelj Paxy † (20 de diciembre de 1762-10 de septiembre de 1770 nombrado obispo de Zagreb)
  - Sede unida a Đakovo (1773-2008)
- Đuro Gašparović, desde el 18 de junio de 2008

### Para la cronología
- (en latín) Pius Bonifacius Gams, Series episcoporum Ecclesiae Catholicae, Leipzig, 1931, p. 378
- (en latín) Konrad Eubel, Hierarchia Catholica Medii Aevi, vol. 1, pp. 453-454; vol. 2, p. 238; vol. 3, p. 301; vol. 4, p. 317; vol. 5, p. 358; vol. 6, p. 382
- «Cronotassi» (en croata). Archivado desde el original el 27 de septiembre de 2007.
- (en francés) Jacques Zeiller, Les origines chrétiennes dans les provinces danubiennes de l'empire romain, París, 1918, pp. 143-147

- Datos: Q246117
- Multimedia: Roman Catholic Diocese of Syrmia / Q246117